# Wipper (Saale)
Pour les articles homonymes, voir Wipper.
La Wipper est une rivière de Saxe-Anhalt, en Allemagne, et un affluent de la Saale, donc un sous-affluent de l'Elbe.

## Géographie
Elle prend sa source dans le massif du Harz, près de Harzgerode et se jette dans la Saale à Bernbourg après un cours de 85 km. Elle arrose les villes de Hettstedt, Aschersleben et Güsten.